# Tmarus albidus
Tmarus albidus är en spindelart som först beskrevs av Ludwig Carl Christian Koch 1876.  Tmarus albidus ingår i släktet Tmarus och familjen krabbspindlar.
Artens utbredningsområde är Queensland. Inga underarter finns listade i Catalogue of Life.